# Логан (округ, Западная Виргиния)
Ло́ган (англ. Logan County) — один из 55 округов штата Западная Виргиния в США.

## Описание
Округ расположен в юго-западной части штата. Назван в честь вождя ирокезского племени минго — Логана. Центр округа — Логан. Открытые водные пространства составляют 2,6 км² (0,3 % от общей площади округа в 1181 км²).

## История
Округ был создан 12 января 1824 года путём отделения частей четырёх соседних округов. В 1895 году от округа была отделена примерно половина площади, получившая название округ Минго. В 1921 году произошло крупное столкновение местных шахтёров с полицией и армией, получившее название Битва у горы Блэр. В 1972 году в округе произошло крупное наводнение, в результате которого 125 человек погибли, 1121 получили ранения, более 4000 лишились крова.

## Транспорт
Через округ проходят следующие крупные автодороги:
- федеральная трасса U.S. Route 119
- трасса West Virginia Route 10
- трасса West Virginia Route 17
- трасса West Virginia Route 44
- трасса West Virginia Route 73
- трасса West Virginia Route 80

## Население
По данным переписи населения 2000 года в округе проживает 37 710 жителей в составе 14 880 домашних хозяйств и 10 936 семей. Плотность населения составляет 32 человека на км². На территории округа насчитывается 16 807 жилых строений, при плотности застройки 14 строений на км².
В составе 30,50 % из общего числа домашних хозяйств проживают дети в возрасте до 18 лет, 57,00 % домашних хозяйств представляют собой супружеские пары проживающие вместе, 12,60 % домашних хозяйств представляют собой одиноких женщин без супруга, 26,50 % домашних хозяйств не имеют отношения к семьям, 24,00 % домашних хозяйств состоят из одного человека, 11,40 % домашних хозяйств состоят из престарелых (65 лет и старше), проживающих в одиночестве. Средний размер домашнего хозяйства составляет 2,50 человека, и средний размер семьи 2,95 человека.
Возрастной состав округа: 22,10 % моложе 18 лет, 9,30 % от 18 до 24, 28,00 % от 25 до 44, 26,10 % от 45 до 64 и 14,50 % от 65 и старше. Средний возраст жителя округа 39 лет. На каждые 100 женщин приходится 94,20 мужчин. На каждые 100 женщин старше 18 лет приходится 91,00 мужчин.
Средний доход на домохозяйство в округе составлял 24 603 USD, на семью — 29 072 USD. Среднестатистический заработок мужчины был 31 515 USD против 20 212 USD для женщины. Доход на душу населения составлял 14 102 USD. Около 20,80 % семей и 24,10 % общего населения находились ниже черты бедности, в том числе — 34,60 % молодежи (тех кому ещё не исполнилось 18 лет) и 14,40 % тех кому было уже больше 65 лет.

### Историческая динамика численности

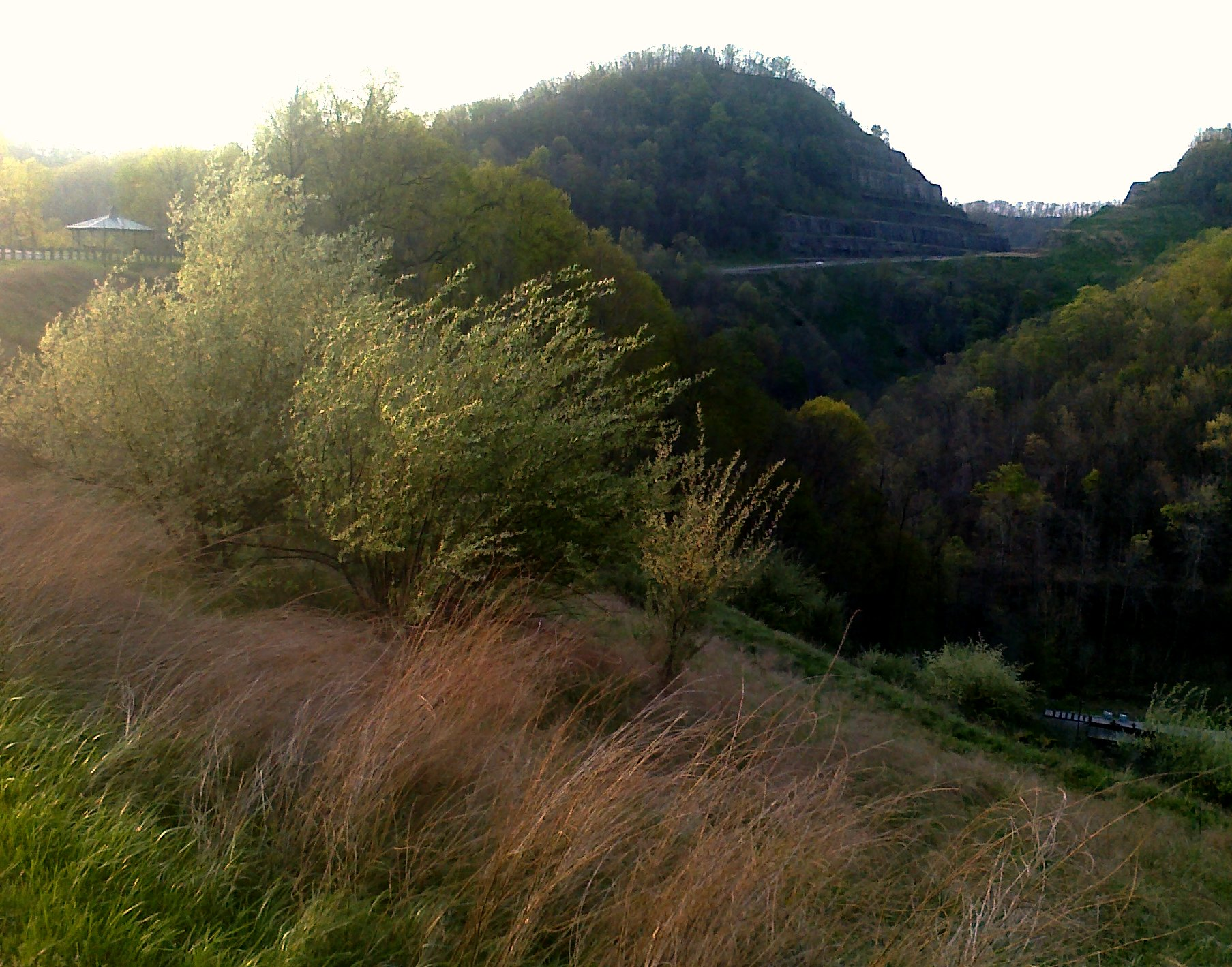
Холмы близ окружного центра

| 1830 год — 3680 жителей 1840 — 4309 (+17,1%) 1850 — 3620 (-16,0%) 1860 — 4938 (+36,4%) 1870 — 5124 (+3,8%) 1880 — 7329 (+43,0%) 1890 — 11 101 (+51,5%) | 1900 — 6955 (-37,3%) 1910 — 14 476 (+108,1%) 1920 — 41 006 (+183,3%) 1930 — 58 534 (+42,7%) 1940 — 67 768 (+15,8%) 1950 — 77 391 (+14,2%) 1960 — 61 570 (-20,4%) | 1970 — 46 269 (-24,9%) 1980 — 50 679 (+9,5%) 1990 — 43 032 (-15,1%) 2000 — 37 710 (-12,4%) 2010 — 36 745 (-2,6%) 2011 — 36 457 (оценка) |

### Расовый состав
- Белые — 96,3%
- Афроамериканцы — 2,6%
- Азиаты — 0,3%
- Коренные американцы — 0,1%
- Гавайцы или уроженцы Океании — 0,0%
- Две и более расы — 0,6%
- Прочие — 0,1%
- Латиноамериканцы (любой расы) — 0,5%

## Достопримечательности

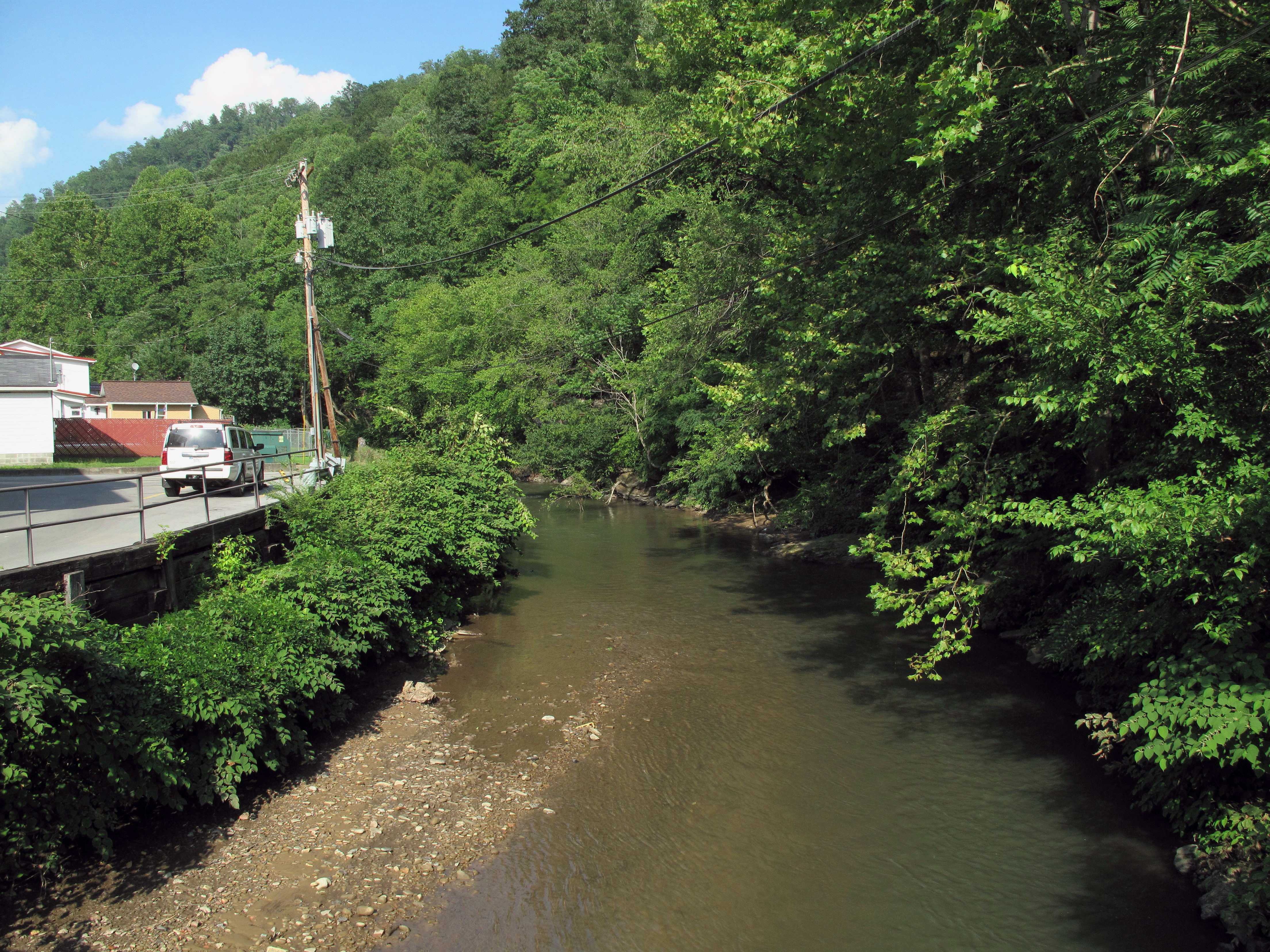
Река Баффало, протекающая в округе

- Парк штата Чиф-Логан
- Заповедник Элк-Крик[англ.] (частично)